# 默德灵
默德灵（德語：Mödling，德語發音：[ˈmøːdlɪŋ] ⓘ）是位於奧地利東部下奧地利州的一個城市，距奥地利首都維也納有大约14千米，是歐洲最大的購物中心所在地。

## 友好城市
- 法國 皮托